# Stictoptera vitrea
Stictoptera vitrea là một loài bướm đêm trong họ Noctuidae.